# Dragi Stamenković
Dragi Stamenković, cyr. Драги Стаменковић (ur. 1920, zm. 17 lutego 2004) – polityk jugosłowiański.
Był działaczem partii komunistycznej, w latach 1964–1967 sprawował urząd przewodniczącego Rady Wykonawczej (tj. szefa rządu) Serbii, republiki wchodzącej w skład Federacji Jugosłowiańskiej.